# Dragonero gioco di ruolo
Dragonero gioco di ruolo è un gioco di ruolo prodotto da Wyrd Edizioni su licenza Sergio Bonelli Editore, parte di un progetto multimediale basato sulla serie a fumetti Dragonero di Luca Enoch e Stefano Vietti, i quali hanno collaborato alla realizzazione del gioco stesso il cui game design è stato concepito da Massimo Cranchi. La "scatola base" è stata rimpiazzata dopo quattro ristampe  dall’Edizione Speciale del solo Manuale Base.

## Realizzazione
Il gioco ha debuttato con una "scatola base", tipica dei prodotti della Wyrd Edizioni, contenente al suo interno il manuale di base, una mappa dell'Erondar, il luogo dove si svolgono le storie della serie Dragonero. L'edizione distribuita alla Lucca Comics & Games  2013 comprendeva anche un'illustrazione su cartoncino, un canonico set di dadi poliedrici, l'albo numero 0 di Dragonero (che ripropone le prime pagine del primo albo della serie mensile) ed un disegno di uno degli autori del gioco.
Nell'aprile del 2018 è stato reso disponibile il Bestiario del gioco

## Manuale
Il Manuale di gioco della "scatola base" è un volume di 400 pagine contenente una prefazione degli autori del fumetto originale, illustrazioni realizzate dai disegnatori della serie poste all'inizio di ogni capitolo e con la copertina ad opera di Paolo Barbieri. 
Il volume è diviso in nove capitoli:
- Capitolo 1 - Per iniziare
- Capitolo 2  - Creare gli eroi
- Capitolo 3 - Abilità
- Capitolo 4 - Talenti
- Capitolo 5 - Equipaggiamento
- Capitolo 6 - In avventura
- Capitolo 7 - Combattimento
- Capitolo 8 - Magia
- Capitolo 9 - Narrare il gioco[2].

## Bestiario
Il Bestiario citando il sito ufficiale, "[...]non è un Bestiario nel senso tradizionale dei gdr, ma più un Bestiario in senso quasi medioevale, un resoconto di viaggio di chi ha percorso il mondo e vi ha studiato le creature dal punto di vista naturalistico". Il volume contiene descrizioni delle creature del mondo di Dragonero, le loro statistiche e in aggiunta spunti per avventure.

## Sistema
Dragonero gioco di ruolo è un sistema di gioco a sé stante, basato sulle meccaniche Open Gaming License (OGL) rilasciate dalla Wizards of the Coast per il d20 System.
Citando il sito web della WE "Massimo [Cranchi] ha ristrutturato il sistema per renderlo più ricco, per adeguarlo e dare una grande originalità e fornire meccaniche nuove, perfettamente integrabili in ogni sistema, lavorando sia sul sistema di creazione dei personaggi, che sulle loro meccaniche, che sul sistema di magia e così via".

## Il seme della follia
Con il gioco è stata messa a disposizione dei giocatori una serie di supplementi che compongono la campagna "Il seme della follia", adatta per un numero dai quattro ai sei personaggi il cui livello sia compreso tra il primo e il quarto, contenenti oltre all'avventura anche mostri, ambientazioni e regole aggiuntive; la storia ha inizio parallelamente agli eventi finali della prima saga della serie a fumetti. Tutti i supplementi del gioco sono sviluppati in collaborazione con gli autori del fumetto.
- Echi di guerra
- Il nido delle Medee
- Sangue tra i flutti

Nel secondo e nel terzo supplemento sono contenuti la gestione dei combattimenti in mare e degli abbordaggi e dei combattimenti in aria e l’uso degli aerostati, tipologia di mezzo molto presente nel mondo di Dragonero.